# مقاطعة هنري (إلينوي)
مقاطعة هنري (بالإنجليزية: Henry County)‏ هي إحدى المقاطعات في ولاية إلينوي في الولايات المتحدة الأمريكية.

## معرض صور

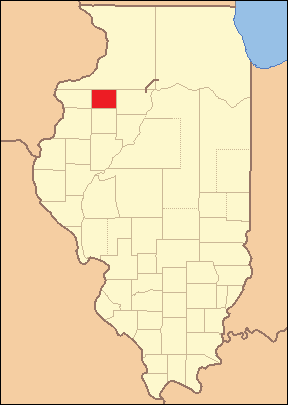
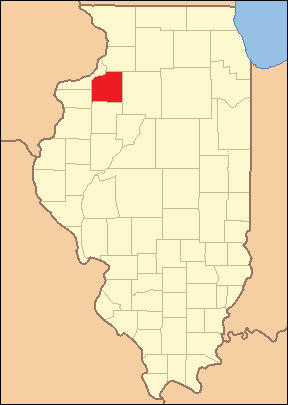
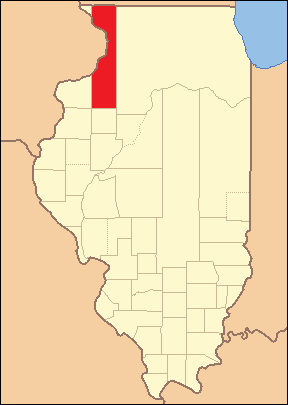
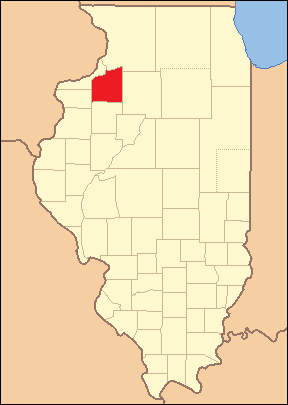